# 謝澤
謝澤（？—1449年），字時用，浙江紹興府會稽縣人，祖籍上虞。明朝官員。

## 生平
謝澤因入贅會稽張氏，定居於竇姜村。永樂十六年（1418年）考中戊戌科進士，授刑部主事，升郎中。戶部侍郎周忱管理東南運賦，推薦謝澤爲副手。於是謝澤在江淮、浙江為官數年，政績卓著。出任廣西右參政。與甄完、胡智並稱“越中三良”。
英宗正統十四年（1449年），瓦剌進犯，邊關戒嚴，朝廷選人守衛戰略要低，高官避之不及。而謝澤卻以九年為官考績，坦然待命。被任命為通政使，提督居庸、白洋等關隘。英宗已率師親征，明軍慘敗於土木之變，北京空虛，謝澤單騎前往赴任，對相送的兒子說：「吾必死報國矣。」謝澤到達關隘，士卒散亂，也不知通政爲何官職，竟然沒有一人出官迎接。謝澤宣讀敕旨，召集將士，方有人前來，但都懦怯不振。不久，敵兵攻來，兵吏、士族四散逃走。謝澤仍率老弱殘兵至山口迎敵，且戰且退。有人請其轉移到其他關口，避敵鋒芒，謝澤指出：「吾受國厚恩三十年，此豈偷生日耶！」此時，風沙大作，謝澤帶人退入關南佛寺中，不料敵兵隨後到達，謝澤厲聲叱罵而身死。幸有其僕人由吉抱其屍藏匿於亂屍中，方才將其遺體回歸。朝廷嘉獎其忠義，詔賜祭葬，并錄用其子謝儼，任大理評事。《明史》有傳。

## 家族
曾孫謝元順，考中正德丁丑科進士，官至工部郎中。